# Laz-Șoimuș
Laz-Șoimuș (węg. Solymosiláz) – wieś w Rumunii, w okręgu Harghita, w gminie Avrămești. W 2011 roku liczyła 48 mieszkańców.